# Ebenidium lagopus
Ebenidium lagopus là một loài thực vật có hoa trong họ Đậu. Loài này được (Boiss.) Jaub. & Spach mô tả khoa học đầu tiên năm 1843.